# Derrick May
Derrick May, también conocido como Mayday y Rhythim is Rhythim, es un DJ y productor discográfico estadounidense nacido en Detroit, EE. UU., el 6 de abril de 1963.

## Biografía
Nacido hijo único en Detroit en 1963, comenzó a explorar la música electrónica de forma temprana. Junto a sus compañeros de instituto Juan Atkins y Kevin Saunderson, trío conocido después como The Belleville Three, May fue uno de los pioneros en el desarrollo de una forma de música electrónica de baile futurista conocida como techno o detroit techno, cuyo fundador fue Atkins a comienzos de los años 1980.
La carrera de May comenzó en 1987 con la publicación de un disco llamado "Nude Photo" (coescrito con Thomas Barnett), que ayudó a consolidar la escena techno en Detroit. Un año después produjo uno de los himnos del techno, el seminal "Strings of Life", cuyo nombre fue idea del DJ de Chicago Frankie Knuckles.
May no ha publicado ningún disco en solitario desde 1993, pero ha producido numerosos remixes desde entonces, llevando a cabo reelaboraciones de su material más antiguo para música de videojuegos y de película. Combina esta labor de producción con una intensa actividad como DJ, siendo reclamado internacionalmente para tocar en clubs y festivales. 

## Discografía
Como X-Ray
- Let's Go, 1986

Como Rhythim is Rhythim
- Nude Photo, 1987
- Strings Of Life, 1987
- It Is What It Is, 1988
- Beyond The Dance , 1989
- The Beginning, 1990
- Icon / Kao-tic Harmony, 1993

Como Derrick May
- Derrick May: Innovator, 1996
- Derrick May: Mayday Mix, 1997

Con System 7
- Mysterious Traveller, 2002